# IC 57
IC 57 је лентикуларна галаксија у сазвјежђу Рибе која се налази на листи објеката дубоког неба у Индекс каталогу.
Деклинација објекта је + 11° 50' 30" а ректасцензија 0h 54m 48,4s. Привидна величина (магнитуда) објекта IC 57 износи 14,5 а фотографска магнитуда 15,5. IC 57 је још познат и под ознакама UGC 559, MCG 2-3-10, CGCG 435-19, NPM1G +11.0029, PGC 3229.